# SI e SO (ASCII)
SI (Shift In) e SO (Shift Out) são os caracteres de controle da tabela ASCII de número 14 e 15, respectivamente (0xE and 0xF). O shift in e shift out, que deram nome aos caracteres, são relacionados ao ato de pressionar a tecla shift do computador, para entrar no modo de letras maiúsculas e para voltar ao modo de letras minúsculas.